# Mâchefer
Vous pouvez aider à l'améliorer ou bien discuter des problèmes sur sa page de discussion.
- Certaines informations devraient être mieux reliées aux sources mentionnées dans la bibliographie ou les liens externes. Améliorez sa vérifiabilité en les associant par des références. (Marqué depuis décembre 2017)
- Il adopte un point de vue régional ou culturel particulier et nécessite une internationalisation. (Marqué depuis novembre 2017)

Pour l’article homonyme, voir Mâchefer (bande dessinée).
Le mâchefer est un résidu solide dur, partiellement vitrifié, provenant de divers matériaux chauffés à hautes températures ou soumis à une forte combustion. Cette matière dure et sèche, non pulvérulente et insoluble dans l'eau, initialement chaude et stérile avant son refroidissement ou sa transformation à l'air humide, se forme par exemple à partir des cendres des combustibles charbonneux brûlés sur des grilles mécaniques. 
Mais le mâchefer est aussi à l'origine un résidu de la combustion à hautes températures du bois ou du charbon de bois, plus tard du charbon ou du coke, destinés à chauffer les hauts fourneaux métallurgiques ou sidérurgiques. Il représente également un résidu métallique et cendreux extrait de nombre de fours industriels, y compris les résidus de la combustion de charbon et d'ordures ménagères non triées dans les chaudières spécialisées des centres ou unités d'incinération des déchets ménagers ou de déchets non dangereux (UIDND). Dans cet ultime cas, on parle alors de mâchefers d’incinération des déchets non dangereux (MIDND). Le dépoussiérage des fumées donnent aussi des amas compacts, les cendres volantes sont recyclées dans la charge restante du foyer qui s'agglutinent dans les mâchefers.
Ces dépôts solides résistants qualifiés de mâchefer peuvent trivialement s'amonceler dans les bacs à cendres, avant leurs encrassements, de dispositifs dérégulés de chauffage domestique, par exemple à bois ou granulés de bois, lorsque la température de combustion est trop élevée et la combustion demeure incomplète, le premier facteur indiqué causant une fusion partielle des cendres qui se solidifie en blocs, le second une accumulation de cendres et de résidus dans la chambre de combustion.

## Origines et compositions variées
Le terme mâchefer est attesté en ancien français au début du XIIIe siècle. Le terme technique qualifie vraisemblablement le résidu dur et solide des divers fourneaux de l'activité métallurgique ou céramique, qu'il n'est possible de casser ou broyer (mâcher au sens d'écraser) qu'avec une mâchoire capable de briser du fer !
Les mâchefers se présentent sous la forme d'agrégats composés de divers métaux, de verres ou matière vitrifiée, à base de silice et d'alumine, versus silicates et aluminates, mais aussi de chaux à moins qu'elle soit redevenue après re-carbonatation du calcaire, de combustibles imbrûlés à base de carbone et éventuellement d'eau de rétention s'ils ont été exposés ensuite en milieu humide.
En 2015, plus de 3 millions de tonnes de mâchefers d’incinération de déchets non dangereux étaient produites chaque année en France. Ces mâchefers sont en majorité (84%) traités en installation de maturation et d’élaboration (IME), puis valorisé en technique routière. Le reste (16%) étant dirigé en installation de stockage de déchets non dangereux (ISDND).

## Traitement des mâchefers
En sortie de four les mâchefers sont refroidis, criblés pour retirer les plus gros imbrûlés et déferraillés.
Les mâchefers sont alors soumis à un test de lixiviation, 100 g sont plongés dans un litre d'eau pour mesurer la solubilisation de métaux lourds (plomb, mercure, cadmium, etc.). Selon les résultats les mâchefers sont soit directement valorisables (catégorie V), soit valorisables après maturation (catégorie M), soit doivent être stockés en centre d'enfouissement (catégorie S).
La maturation fait appel au pouvoir de carbonatation (par le CO2 atmosphérique) de la chaux présente dans les mâchefers, qui en 3,5 mois de maturation en moyenne  fait baisser le pH et stabilise les caractéristiques chimiques de mâchefers (précipitations des métaux lourds).
L'élaboration correspond à la préparation des mâchefers pour un usage technique, c'est-à-dire retirer les imbrûlés, les métaux restants pour les recycler, et à calibrer l'ensemble.
A l'issue du traitement, les mâchefers se composent de :

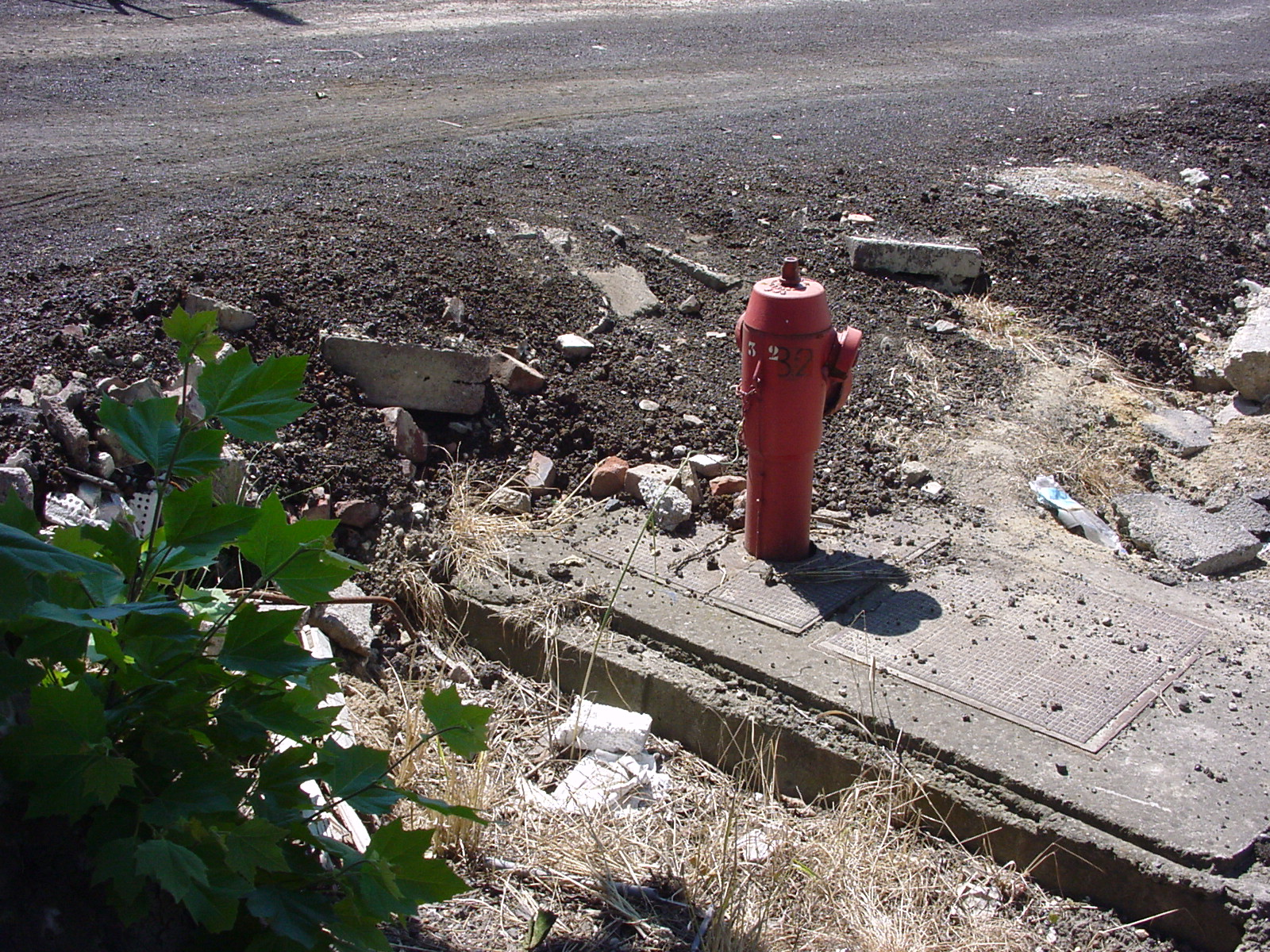
Le mâchefer est un déchet industriel spécial ou d'incinération qui peut être valorisé sous conditions de respect de la législation environnementale, ici en fond de couche routière.

- 63% de silice et d'alumine,
- 19% de calcaire et de chaux
- 15% d'eau
- 2% d'imbrulés
- <1% de métaux lourds

## Usages
Les mâchefers industriels, non traités, des hauts fourneaux trouvaient, dès le siècle des Lumières, usage dans le revêtement des routes ou la fabrication de ciment. Une grande partie des mâchefers issus du traitement des déchets trouvent un réemploi, après en éventuel traitement, dans les travaux publics.

### Pisé de mâchefer
Le mâchefer, résidu solide de la fusion de minerais ferreux et de la combustion de la houille dans les fours industriels, broyé et mélangé à un liant, le plus souvent la chaux, constituait un matériau de construction vers la fin du XIXe et début du XXe siècle. Le pisé de mâchefer supporte mieux l'excès d'humidité que le pisé de terre et augmente les caractéristiques mécaniques du matériau; cela reste cependant un matériau plus sujet aux remontées capillaires que le béton de ciment, ce qui doit être pris en considération dans les choix de matériaux isolants et/ou de revêtement extérieur. Le développement du bassin économique lyonnais à cette époque a permis de disposer de scories importantes issues des fours industriels rendant ce matériau très compétitif.

### Usages récents
Jusque dans les années 1970, les mâchefers industriels pouvaient être utilisés sous forme de renfort dans les carreaux de plâtre des cloisons intérieures des logements, avec un parement en plâtre des 2 côtés.
Les caractéristiques techniques à court terme de mâchefers sont identiques à celle des granulats naturels, ils ne le sont pas à long terme.
Aujourd'hui les mâchefers sont majoritairement utilisés en technique routière comme sous-couche routière ou remblais de tranchée, évitant ainsi l'usage de granulat vierge.

## Risques
Les mâchefers issus du traitement des déchets sont plus ou moins pollués et doivent être recyclés avec précaution. Jusque dans les années 1990, il était d'usage, dans les usines d'incinération d'ordures ménagères, d'incorporer les résidus d'épuration des fumées d'incinération des ordures ménagères dans les mâchefers. Ceux-ci bénéficiaient ainsi des qualités de liant hydraulique des suies (effet de prise comparable à celui du ciment). En France, l'arrêté du 25 janvier 1991 relatif aux installations d'incinération de résidus urbains (point 2 de l'article 14 de l'annexe de l'arrêté) interdit que les suies soient désormais mélangées aux mâchefers.
En France, en 2016, seules 110 kt de mâchefers (sur un total de 2 289) sont mis en décharge. L'immense majorité des mâchefers est conséquemment valorisée sous forme de matière, soit directement, soit le plus souvent après maturation.
Des mâchefers peuvent présenter un taux trop élevé de dioxines. La Suisse interdit l'utilisation des mâchefers dans la construction routière.

## Législations

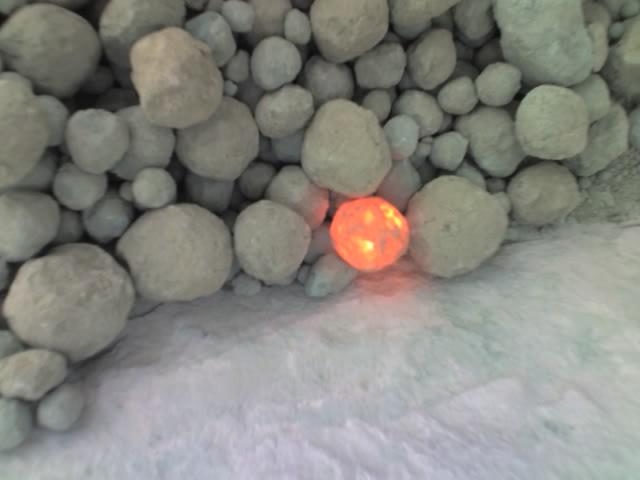
Aspect du mâchefer métallurgique de type clinker à la sortie d'un four.

En France, la valorisation des mâchefers d'incinération d'ordure ménagère était soumise à la circulaire du 9 mai 1994, elle est désormais cadrée par l’arrêté ministériel du 18 novembre 2011 (applicable depuis le 1er juillet 2012) relatif au recyclage en technique routière des Mâchefers d’Incinération de Déchets Non Dangereux (MIDND).
Cette nouvelle réglementation distingue les Mâchefers d’Incinération des Déchets Non Dangereux des Mâchefers d’Incinération des Déchets Dangereux, ces derniers ne pouvant pas être valorisés et devant être entreposés en centre de stockage.
Afin de protéger l'environnement et d'éviter tout risque, la législation exige des tests de lixiviation sur de nombreuses substances (As, Ba, Cd, Cr Total, Cu, Hg,Mo, Ni, Pb, Sb, Se, Zn, Fluorures, Chlorures, Sulfates) et précise des conditions d'usage hors des zones inondables, à proximité des cours d'eau et des points de captages d'eau potable...
La circulaire du ministère de l'environnement du 9 mai 1994 détermine les différentes catégories de mâchefers et leur aptitude à réutilisation. On prend en compte la teneur en imbrûlés et le risque de transfert des polluants internes par dissolution (phénomène de lixiviation).
- Les mâchefers sont considérés comme valorisables (catégorie V) si leur teneur en imbrûlés est inférieure à 5 % et s'ils sont faiblement lixiviables (ils contiennent peu de métaux lourds facilement solubles).
- Les mâchefers intermédiaires (catégorie M, comme maturation) ne respectent pas tous les critères de la catégorie précédente mais doivent pouvoir les atteindre après quelques semaines de stockage ; c'est le temps généralement nécessaire à l'accomplissement d'un phénomène de carbonatation qui « emprisonne » les molécules polluantes au sein du matériau.

Les autres mâchefers doivent être mis en stockage permanent (catégorie S).
La caractérisation des machefers doit être effectuée par un laboratoire accrédité Cofrac ISO/CEI 17025.
En zone dite "vulnérable" (aux inondations en particulier), dans les réserves naturelles l'utilisation de mâchefers ou cendres d'incinération peut être interdite. En forêt, le label PEFC demandé par l'ONF comporte une recommandation de ne pas importer tout type de déchets en forêt.
En 2011, le ministère de l’écologie doit produire deux textes sur les mâchefers issus de l’incinération des ordures ménagères et ne pouvant faire l’objet d’une valorisation pour des raisons techniques, ce qui inquiète les ONG environnementales.